# Područje oko špilje Golubnjače, Žegar
Područje oko špilje Golubnjače, Žegar este o arie protejată (sit de importanță comunitară — SCI) din Croația întinsă pe o suprafață de 2.550,48 ha, integral pe uscat.

## Localizare
Centrul sitului Područje oko špilje Golubnjače, Žegar este situat la coordonatele 44°07′14″N 15°51′36″E / 44.120477°N 15.860086°E.

## Înființare
Situl Područje oko špilje Golubnjače, Žegar a fost declarat sit de importanță comunitară în iulie 2013 pentru a proteja 5 specii de animale.

## Biodiversitate
Situată în ecoregiunea mediteraneană, aria protejată conține 1 habitat natural: Peșteri inaccesibile publicului.
La baza desemnării sitului se află mai multe specii protejate de  mamifere (5): liliac comun (Myotis myotis), liliacul cu potcoavă a lui blasius (Rhinolophus blasii), liliacul mediteranean cu potcoavă (Rhinolophus euryale), liliacul mare cu potcoavă (Rhinolophus ferrumequinum), liliacul mic cu potcoavă (Rhinolophus hipposideros).